# Amblyseius tuscus
Amblyseius tuscus är en spindeldjursart som beskrevs av Berlese 1914. Amblyseius tuscus ingår i släktet Amblyseius och familjen Phytoseiidae. Inga underarter finns listade i Catalogue of Life.